# Химера (група)
„Химера“ (известна също като „Депутат Балтики“ – „Депутат на Балтика“)) е музикална група от Санкт Петербург.
Сформирана е през 1990 г. от нейния вокалист, тромпетист, акордеонист и китарист Едуард Старков и китариста Геннадий Бачинский. В своите песни групата разглежда темите за самотата, приятелството, самоубийството и шизофрения.
Едуард Старков се самоубива през 1997 г., само на 27 години. Със смъртта на лидера групата престава да съществува.

## Дискография
- 1991 Полупетроградская акустика
- 1991 Кораблики
- 1991 Сны кочегара
- 1991 Комиссар дымовой жандармерии
- 1993 Химера
- 1995 Nuihuli
- 1996 ZUDWA

## Състав
- Едуард Старков – вокал, китара, акордеон, тромпет
- Генадий Бачинский – китара, бас китара
- Павел Лабутин – виолончело
- Юрий Лебедев – бас китара
- Владислав Викторов – барабани